# Miklós Zrínyi
Miklós Zrínyi (en croata: Nikola Šubić Zrinski; en hongarès: Zrínyi Miklós, en català Nicolau Zrinski o Zrinyi) (Zrin, a Croàcia, 1508 - Szigetvar 7 de setembre de 1566) fou un noble d'origen croat que va servir als Habsburg. Descendia del llinatge croata dels Šubić, que des de 1347 s'anomenaven comtes de Zrin (pel castell actual de Zrin).
Es va distingir al setge de Viena del 1529. El general Kazianer, al servei de l'emperador Ferran I d'Àustria, acusat d'alta traïció, s'havia refugiat al castell de Kostajnica i va voler convèncer a Nicolau i al seu germà Joan de passar-se també al bàndol otomà, però Nicolau el va matar el 27 d'octubre de 1539. El 1542 va salvar de la derrota l'exèrcit imperial a Pest quan va anar en el seu ajut amb 400 croates. Aquest mateix any fou nomenat ban de Croàcia i Esclavònia. En reconeixement dels serveis, Ferran I li va atorgar el comtat de Međimurje al nord de Croàcia, amb el castell de Čakovec.
El 1543 es va casar amb Katarina Frankopan, filla d'un ban de Croàcia, amb la que va tenir nombrosos fills, entre ells el seu successor Juraj Zrinski. El mateix any va derrotar els otomans a la batalla de Somlyó. El 1556 va aconseguir rebutjar als otomans que assetjaven Szigetvár per mitjà d'un atac a la ciutat de Babócsa juntament amb Tomas Nádasdy. El 1561 fou ascendit a Tresorer reial i dos anys més tard a comandant suprem de les tropes imperials de la riba dreta del Danubi.
Al morir la seva primera muller es va casar el 1564 amb Eva von Rosenberg, de la que va néixer el seu fill Joan Zrinski de Seryn. Poc després del casament va haver de marxar al sud on va derrotar els turcs a Szeged. Després de la mort de l'emperador Ferran I, va aconsellar al seu successor, Maximilià II, que deixés de pagar tribut a l'Imperi Otomà, per la qual cosa el sultà Solimà el Magnífic el va voler castigar i el 6 d'agost de 1566 va començar el setge de Szigetvár. La nit del 5 al 6 de setembre va morir el sultà per causes naturals, però Zrínyi no va poder aprofitar aquest fet. El 7 de setembre de 1566 va fer una heroica sortida amb els soldats que li quedaven i van morir tots combatent. Nicolau, ferit greu, fou fet presoner i decapitat. Els otomans van posar el cap a la punta d'una llança que van clavar al campament i després la can enviar als imperials que la van enterrar al convent de Santa Elena a Senkovec, prop de Čakovec.
A Zrínyi se'l considera heroi nacional a Croàcia i Hongria. En el centre de Zagreb hi ha un parc que porta el seu nom.